# Movimiento Social Republicano
El Movimiento Social Republicano (MSR) fue un partido político de extrema derecha de España fundado en 1999 y disuelto en 2018, de ideología calificada como neonazi o neofascista. Según Xavier Casals, surgió de Alternativa Europea, «emuladora del fenómeno nacional-bolchevique de la Rusia poscomunista».
Su origen también se suele remontar a la asociación llamada Vértice Social.[cita requerida] Su organización juvenil se llamaba Liga Joven. Tanto su nombre como sus enseñas estaban inspiradas en el Movimiento Social Italiano.[cita requerida]
El MSR estuvo estrechamente relacionado en sus últimos años con el partido de extrema derecha España 2000 y con la organización neonazi Hogar Social Madrid. Ambas organizaciones se consideran de manera no oficial continuadoras del MSR[cita requerida].

## Calificación ideológica
Ha sido calificado tanto de neonazi como de neofascista. Su antiguo líder, Juan Antonio Llopart, se afirmó en una entrevista «seguidor de la línea de Strasser», miembro de la llamada "ala izquierda" del NSDAP alemán. La organización, que se ha llegado a describir a sí misma como «nacional-bolchevique», también se define «como una entidad nacional-revolucionaria cuyos ejes de acción política son: la Nación, la República y la Socialización». De carácter antisionista, la islamofobia no fue abrazada de forma unánime dentro del MSR.

## Historia

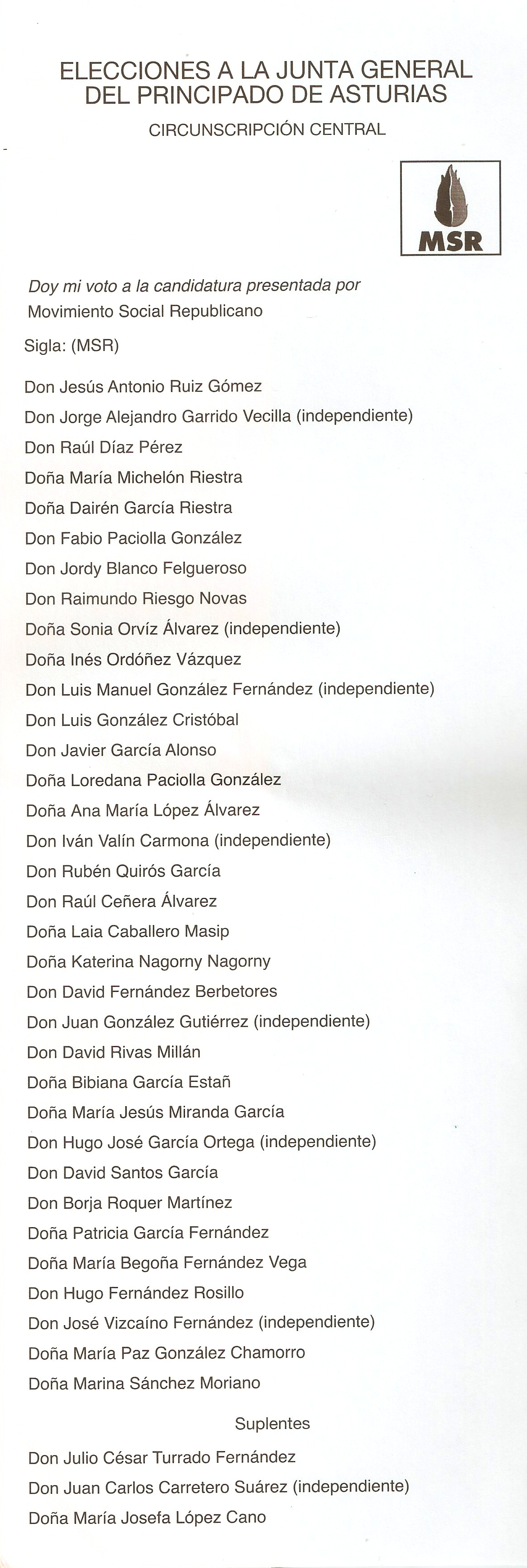
Papeleta electoral con la candidatura del MSR a las elecciones a la Junta General del Principado de Asturias celebradas en 2012.

El MSR se formó en 1999 a partir del partido Alternativa Europea-Liga Social Republicana (AE-LSR). La formación llevó en sus listas electorales para las elecciones generales de 2004 a 17 militantes de la organización terrorista neonazi Blood & Honour, ilegalizada en España por "asociación ilícita" y tenencia de armas.
En 2012 una parte de los implicados en la agresión a un menor en Manresa estaba vinculada al MSR, según el sumario del caso.
El 2 de abril de 2014 militantes de la Liga Joven, rama juvenil del MSR, atacaron un acto de apoyo a las víctimas de la dictadura franquista en la Universidad Complutense de Madrid, arrojando cuadernos, paraguas, sillas, mesas y objetos de una exposición, en el que exhibieron una bandera de España y profirieron amenazas a las personas asistentes. Uno de los activistas memorialistas allí presentes fue golpeado violentamente con una silla, causándole un hematoma. Unas semanas habían tratado de boicotear un acto en la Universidad Autónoma de Madrid en la que intervenía Ada Colau (actual alcaldesa de Barcelona) como portavoz de la Plataforma de Afectados por la Hipoteca, profiriendo gritos, insultos y amenazas. El 10 de junio del mismo año varios miembros más de la Liga Joven fueron detenidos tras una denuncia del Sindicato de Estudiantes, en la que alertaban de la escalada de agresiones que sufrían colectivos estudiantiles y organizaciones de izquierdas.
Tras estas acciones hubo una escisión en el MSR y la mayoría de los miembros de su Comité Ejecutivo abandonaron el partido para fundar otro llamado Soberanía y Libertad, incluido su fundador Juan Antonio Llopart, su presidente honorífico Juan Antonio Martínez Cayuela, la coordinadora general Carmen Martín Padial y al menos otros 10 miembros, lo cual obligó al MSR a convocar un Congreso Extraordinario.
También en 2014 simpatizantes del MSR participaron junto a otras personas afines a la extrema derecha en la ocupación el 18 de agosto de un edificio del distrito madrileño de Tetuán, rebautizado como «Hogar Social Ramiro Ledesma». Los ocupantes de este local declararon que su intención era ofrecer «cobijo y alimento (exclusivamente) a españoles», si bien este grupo no consideraba la posibilidad de que existiesen españoles negros u homosexuales. Todo ello provocó varias movilizaciones convocadas por los vecinos contra la ocupación del edificio, así como una denuncia del Movimiento contra la Intolerancia, que solicitó la intervención de la Fiscalía de delitos de odio frente a lo que calificó como un «delito de discriminación». Tras varias denuncias de agresiones a inmigrantes y jóvenes de izquierdas en el distrito, atribuidas a este grupo, así como una pelea con radicales de izquierda, la Policía elaboró un informe para el desalojo urgente del edificio. Tras dar la orden el juez, el centro fue desalojado finalmente por la Policía el 19 de septiembre de 2014.
Tras la celebración del VIII Congreso del MSR, que tuvo lugar el 11 de noviembre de 2017 en Madrid, la organización decidió autodisolverse. No obstante, no se hizo pública la decisión de disolver el MSR hasta el 30 de enero de 2018, cuando se publicó un comunicado anunciando la disolución del partido.

## Resultados electorales
El MSR se presentó a las elecciones generales de 2004, en las que obtuvo 6.768 votos (0,03%). En 2008 decidió no presentar candidaturas. Sí presentó candidatura en las elecciones europeas de 2009, en las que obtuvo 6.009 votos (el 0,04%).  En las elecciones generales de 2011 tampoco se presentó.
En las elecciones municipales de 2011, los resultados del MSR no aparecen en el listado facilitado por la web del Ministerio del Interior, por lo que se incluyen entre el apartado denominado «resto» en el que se engloba a las candidaturas que quedaron por debajo del 0,02%. No obstante, logró un concejal por el municipio de Heras de Ayuso, en la provincia de Guadalajara, de 260 habitantes.
También concurrió a las elecciones al Parlamento Europeo de 2014,  con Llopart como cabeza de lista. Obtuvo 8.875 votos (el 0,05 %).

## Relaciones con otras organizaciones

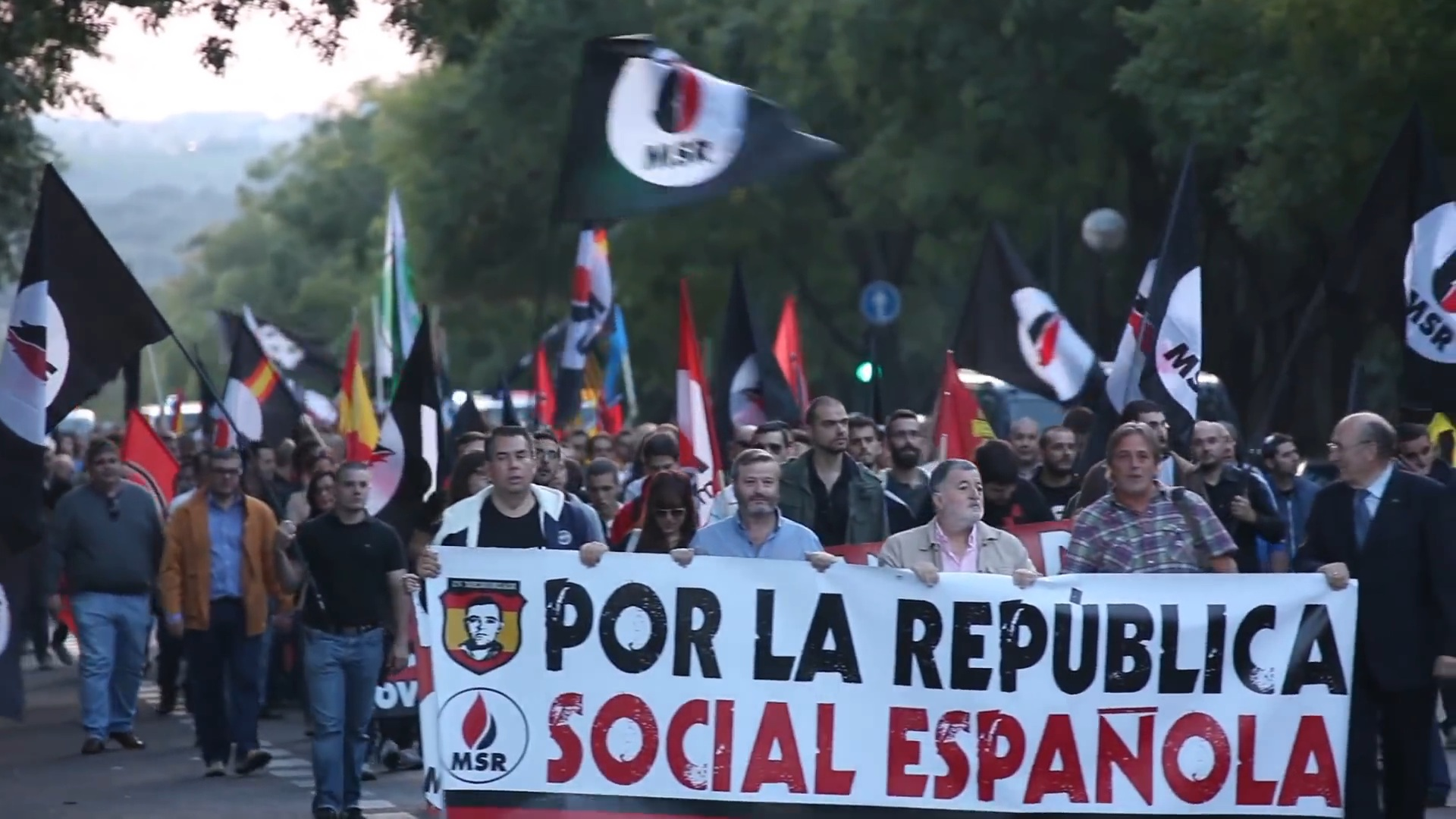
Manifestación convocada por el MSR con motivo del 12 de octubre de 2013 en Madrid.

Perteneció hasta su disolución a Alianza Europea de Movimientos Nacionales (Partido Nacional Democrático, Movimiento Social Llama Tricolor (Italia), Partido Nacional Renovador (Portugal), Partido Nacional Británico (Reino Unido).
La primera candidatura del MSR a unas elecciones fue junto con España 2000, Democracia Nacional, el Partido Nacional de los Trabajadores (PNT) y Vértice Español, aunque posteriormente rompieron todo contacto con dichas organizaciones por discrepancias ideológicas.
En las elecciones europeas de 2009 presentó candidatura conjunta tras firmar un acuerdo con un partido escindido de Plataforma per Catalunya.
Ese mismo año el partido firmó un acuerdo junto con España 2000 y el Frente Nacional donde acordaban unos pactos mínimos para la colaboración política entre ambos partidos.[cita requerida]
En 2010, solo unos meses después, anunció la ruptura del acuerdo firmado con España 2000 por discrepancias ideológicas y las relaciones que mantenía este partido con otras plataformas políticas.
Sus relaciones con el Frente Nacional se mantuvieron hasta la disolución de Éste en 2011.[cita requerida]
Actualmente mantiene estrechas relaciones con otras organizaciones ultraderechistas como Acción Nacional Revolucionaria (ANR) y la Asociación Cultural "In Memoriam Juan Ignacio", con las cuales participa ha participado en diferentes manifestaciones y actos políticos. Su rama juvenil, llamada Liga Joven, mantiene también relaciones con el sindicato estudiantil ultraderechista Respuesta Estudiantil.[cita requerida]

## Relaciones internacionales
En noviembre de 2009 el British National Party (BNP) afirmó que la Alianza Europea de Movimientos Nacionales comprendía 9 partidos políticos de toda Europa, entre los que se encontraba el MSR.  En un comunicado de prensa de la AENM publicado por Fiamma Tricolore en 2010 se afirmaba que el MSR era uno de los integrantes de la alianza. Sin embargo, esta información no fue confirmada en 2012 por el entonces presidente de la AENM, Bruno Gollnisch, del Frente Nacional francés, que citó a representantes españoles pero como "personas físicas".
En 2014 mostraron su apoyo a Amanecer Dorado, que sin embargo pertenece al Frente Nacional Europeo, en la campaña de las elecciones europeas de ese año.